# Саморано, Армандо
Армандо Сиприано Саморано Флорес (исп. Armando Cipriano Zamorano Flores; род. 3 октября 1993, Аутлан-де-Наварро, Халиско) — мексиканский футболист, полузащитник клуба «Керетаро».

## Клубная карьера
Саморано воспитанник клуба «Хагуарес Чьяпас». В 2011 году Армандо был включен в заявку на сезон. 24 апреля 2011 года в матче против «Атласа» он дебютировал в мексиканской Примере. 7 мая 2012 года в поединке против «Сантос Лагуна» Саморано забил свой первый гол за команду.
В 2013 году Армандо перешёл в «Монаркас Морелия». 20 июля в матче против «Керетаро» он дебютировал за новую команду. 8 марта 2014 в поединке против УНАМ Пумас Саморано забил первый гол.
Летом 2016 года Армандо на правах аренды перешёл в «Керетаро». 21 августа в матче против «Леона» он дебютировал за новую команду, заменив во втором тайме Патрисио Рубио. 28 августа в поединке против «Некаксы» Саморано забил свой первый гол за «Керетаро».

## Международная карьера
В 2013 году в составе молодёжной сборной Мексики Саморано принял участие в Турнире в Тулоне. В том же году он стал чемпионом КОНКАКАФ среди молодёжных команд. На турнире он сыграл в поединках против команд Курасао, Сальвадора, Ямайки и США. Во встрече против ямайцев он забил гол. Летом 2013 года Армандо поехал с молодёжной командой на чемпионат мира в Турцию. На турнире он сыграл в матчах против Парагвая, Мали и Испании.

## Достижения
Клубные
«Монаркас Морелия»
- Обладатель Кубка Мексики — Апертура 2013

Международные
Мексика (до 20)
- Чемпионат КОНКАКАФ среди молодёжных команд — 2013